# (1834) Palach
(1834) Palach es un asteroide que forma parte del cinturón de asteroides y fue descubierto por Luboš Kohoutek el 22 de agosto de 1969 desde el observatorio de Hamburgo-Bergedorf, Alemania.

## Designación y nombre
Palach fue designado al principio como 1969 QP.
Más tarde, se nombró así en honor del estudiante checo Jan Palach (1948-1969).

## Características orbitales
Palach está situado a una distancia media de 3,025 ua del Sol, pudiendo acercarse hasta 2,815 ua. Su excentricidad es 0,06945 y la inclinación orbital 9,436°. Emplea en completar una órbita alrededor del Sol 1922 días.